# چارچوب اولویت‌های اطلاعات ملی
چارچوب اولویت‌های اطلاعات ملی (به انگلیسی: National Intelligence Priorities Framework) با سرواژه NIPF یک سند طبقه‌بندی‌شده اطلاعات ملی است که برنامه‌ریزان ارشد جامعه اطلاعاتی ایالات متحده آمریکا مانند رئیس‌جمهور ایالات متحده آمریکا و اداره‌کننده اطلاعات ملی از آن استفاده می‌کنند. این سند، اولویت‌های گردآوری اطلاعات برای ایالات متحده آمریکا را جمع‌بندی می‌کند.
از این سند، نخستین‌بار در سال ۲۰۰۳ (میلادی) استفاده شد. اما ویرایش‌های تازه‌تری هم وجود دارند.

## آرمان
- اعلام سیاست‌ها و تعیین مسئولیت‌هایی برای تعیین اولویت‌های اطلاعات ملی و قابل اجرا کردن آنها[۱]
- جایگزین کردن چارچوب اولویت‌های اطلاعات ملی آن به جای دستورالعمل شماره ۲۰۴ جامعه اطلاعاتی[۱]

## اهداف
در سند چارچوب اولویت‌های اطلاعات ملی، اولویت‌های نظارت خارجی آژانس امنیت ملی نیز گنجانده شده‌اند. هم‌اکنون، اهداف فوق محرمانه، شامل چین، روسیه، ایران، پاکستان، و افغانستان می‌شوند. اما بسیاری کشورهای دیگر با اهمیت پایین‌تر و همچنین سازمان‌های بین دولتی، مانند اتحادیه اروپا، سازمان ملل متحد، و آژانس بین‌المللی انرژی اتمی نیز در این فهرست، قرار دارند.